# Rick Jaffa y Amanda Silver
Rick Jaffa y Amanda Silver son guionistas y productores de cine estadounidenses. Son marido y mujer.
Son mejor conocidos por haber escrito y coproducido la película de ciencia ficción de 2011 Rise of the Planet of the Apes, un reinicio de éxito comercial y crítico de la franquicia del Planeta de los Simios por la que fueron nominados para el Premio Saturn al Mejor Guion. También fueron coescritores/productores de su secuela de 2014 Dawn of the Planet of the Apes, y produjeron la tercera entrega, War for the Planet of the Apes, en 2017.
Coescribieron Jurassic World y la historia cinematográfica de En el corazón del mar, ambas películas de 2015. En 2013, se anunció que serían los coautores de Avatar: The Way of Water de James Cameron, planeada para 2021.

## Vidas personales
Silver nació en una familia judía, y es hermana del actor Michael B. Silver y nieta del guionista, ganador de un Oscar, y productor Sidney Buchman. En 2015, fue nombrada una de las «mujeres más influyentes de Hollywood» por la revista Elle.
Jaffa fue criado como cristiano pero tenía un bisabuelo judío. Asiste a la congregación judía posconfesional IKAR con su esposa.  La pareja ha estado casada durante 30 años (a partir de 2019).

## Filmografía
| Año  | Título                              | Funcionaron como | Funcionaron como | Notas                                                             |
| Año  | Título                              | Escritor         | Productor        | Notas                                                             |
| ---- | ----------------------------------- | ---------------- | ---------------- | ----------------------------------------------------------------- |
| 1992 | La mano que mece la cuna            | Sí               | No               | Silver solo como escritor; también Jaffa como productor ejecutivo |
| 1993 | Fallen Angels (serie de televisión) | Sí               | No               | Solo Silver Episodio: "Murder, Obliquely"                         |
| 1996 | Ojo por ojo                         | Sí               | No               |                                                                   |
| 1997 | The Relic                           | Sí               | No               |                                                                   |
| 2010 | Love Shack                          | No               | Sí               | También aparece en cameos                                         |
| 2011 | Rise of the Planet of the Apes      | Sí               | Sí               |                                                                   |
| 2014 | Dawn of the Planet of the Apes      | Sí               | Sí               |                                                                   |
| 2015 | Jurassic World                      | Sí               | No               |                                                                   |
| 2015 | En el corazón del mar               | Sí               | No               | Solo historia                                                     |
| 2017 | War for the Planet of the Apes      | No               | Sí               |                                                                   |
| 2020 | Mulan                               | Sí               | No               |                                                                   |
| 2024 | Avatar 3                            | Sí               | No               | Post-producción                                                   |